# Гамогма Бослеві
Гамогма Бослеві (груз. გამოღმა ბოსლევი) — село в Грузії.
За даними перепису населення 2014 року в селі проживає 397 осіб.